# 老闆好壞
是一部2018年美國動作喜劇片，由奈許·埃哲頓執導並與蕾貝卡·耶德漢姆、莎莉·賽隆、貝絲·科諾、A·J·迪克斯和安東尼·唐伯提斯共同擔任監製，而劇本則由唐伯提斯和馬修·史東撰寫。該片主演包括大衛·歐洛沃、喬爾·埃哲頓、亞曼達·塞佛瑞、賽隆、譚蒂·紐頓、尤·瓦茲奎茲與沙托·科普利。《老闆好壞》由亞馬遜影業和STX娛樂定檔2018年3月9日在美國上映。

## 劇情
故事敘述敦厚老實的上班族哈洛被上司及主管派往墨西哥談生意，但這也意外地使自己成為了墨西哥毒梟、美國緝毒局和國際雇傭兵追擊的目標。

## 演員
- 大衛·歐洛沃飾演哈洛·索因卡[2]
- 喬爾·埃哲頓飾演李察·魯斯克[2]
- 亞曼達·塞佛瑞飾演珊妮[2]
- 莎莉·賽隆飾演艾蓮·馬金森[3]
- 譚蒂·紐頓飾演邦妮·索因卡[4]
- 芭莉絲·傑克森（英语：Paris Jackson (actress)）飾演耐莉
- 尤·瓦茲奎茲（英语：Yul Vazquez）飾演安傑爾·巴爾韋德[4]
- 沙托·科普利[5]飾演米基
- 哈利·崔德威飾演麥爾斯
- 肯尼斯·崔（英语：Kenneth Choi）飾演馬提

## 製作
2014年5月12日，宣布莎莉·賽隆將加入動作喜劇片《老闆好壞》的演出，該片由奈許·埃哲頓執導。2015年12月10日，大衛·歐洛沃、亞曼達·塞佛瑞與喬爾·埃哲頓都已確認參演。2016年3月11日，據報導，譚蒂·紐頓、肯尼斯·崔、哈利·崔德威、麥可·安格蘭諾和尤·瓦茲奎茲加入了該片的演出。
2016年5月11日，STX娛樂獲得了《老闆好壞》的發行權。主體攝影於2016年3月7日開始進行。

## 發行
在美國，該片由亞馬遜影業和STX娛樂發行，並定於2018年3月9日上映。

### 評價
爛番茄根據86條評論，持有40%的新鮮度，平均得分5／10。該片在Metacritic上獲得了44分。據CinemaScore調查，觀眾的評價在A+至F間落於「C+」。

### 票房
在美國和加拿大，《老闆好壞》與《時間的皺摺》、《玩命颶風》、《只殺陌生人》共同上映並競爭；外界預估《老闆好壞》於首週能從2404間戲院中獲得500萬美元的票房收入。美國首週票房僅263萬美元，位居當週第十一名。

## 外部連結
- 互联网电影数据库（IMDb）上《老闆好壞》的资料（英文）
- 爛番茄上《老闆好壞》的資料（英文）
- Box Office Mojo上《老闆好壞》的資料（英文）
- AllMovie上《老闆好壞》的资料（英文）
- Metacritic上《老闆好壞》的資料（英文）
- 開眼電影網上《老闆好壞》的資料（繁體中文）
- 豆瓣电影上《老闆好壞》的資料 （简体中文）
- 时光网上《老闆好壞》的資料（简体中文）